# Platystigma pronoti
Platystigma pronoti, ehemals Mecistogaster pronoti, ist eine extrem seltene oder bereits ausgestorbene Libellenart aus Brasilien, die nur von einem im Jahr 1918 beschriebenen Weibchen bekannt geworden ist.

## Merkmale
Das einzige bekannte Exemplar hat eine Körperlänge von 60 Millimetern. Das Abdomen misst 54 Millimeter, die Länge der Vorderflügel beträgt 41 Millimeter, die der Hinterflügel 40 Millimeter und die Breite der Hinterflügel 8 Millimeter. Die Oberseite des Kopfes, die Oberlippe und das Epistom sind schwarz, die Unterlippe ist gelb. Der schwarze Prothorax zeigt einen feinen Rand am Hinterlappen. Der Thorax ist an der Vorderseite schwarzbraun, sonst schwach bronzefarben. Die Hüften und Schenkelringe sind blassgelb mit dunklen Flecken. Die Schenkel und Schienen sind schwarz, ebenso die Tarsen. Die schmalen, rotgelben Klauen weisen dunkle Spitzen auf. Der Hinterleib ist oberseits schwarzbraun, sonst blau metallglänzend gefärbt. An der Unterseite zeigt das Abdomen eine gelbliche Färbung. Die Flügel sind durchscheinend mit einer schwachen Andeutung von blassgelben Flügelmalen im Costalfeld. Die äußersten Spitzen der Flügel sind milchweiß. Die Vorderflügel haben ungefähr 37 bis 40 Postcostalen.

## Status
Platystigma pronoti kommt oder kam in der Mata Atlântica im brasilianischen Bundesstaat Espírito Santo vor. Die Terra typica wurde durch Entwaldung stark in Mitleidenschaft gezogen und die Art trotz Nachsuchen seit 1918 nicht mehr wiedergefunden. Die IUCN stuft diese Libelle in die Kategorie „vom Aussterben bedroht“ (critically endangered) ein.